# History, Mystery & Prophesy
History, Mystery & Prophesy je studijski album Leeja Scratcha Perryja. Izašao je 21. travnja 1984. godine pod etiketom Island Records.

## Popis pjesama
Sve skladbe je skladao Lee Perry.
1. "Mr. Music" - 4:50
2. "The Ganja Man" - 4:20
3. "Nice Time" - 5:08
4. "Tiger Lion" - 2:52
5. "Funky Joe" - 5:09
6. "Heads Of Government" - 4:36
7. "Daniel" - 3:39
8. "Bed Jamming" - 5:30

## Osoblje
Osoblje koje je radilo na ovom albumu, a imena su im navedena na albumu:
- Harold Barney - pozadinski vokal
- Sean Burrows - pomoćni inženjer
- Pat Carey - pozadinski vokal
- Abigail Charlon - pozadinski vokal
- Frank Gibson - pomoćni inženjer
- Andy Lyden - engineer
- Lee "Scratch" Perry - vokal, producent, inženjer
- Carol Reid - šminka
- Steven Stanley - inženjer
- Kendal Stubbs - inženjer
- Errol Thompson - inženjer, miksanje
- The Upsetters - audio inženjeri

## Vanjske poveznice
- (engleski) Upsetter.net  Arhivirana inačica izvorne stranice od 10. lipnja 2011. (Wayback Machine)